# Marie-Louise Victoire Girardin
Marie-Louise Victoire Girardin, född 1754, död 18 december 1794, var en fransk skeppsgosse och transvestit. Hon har blivit känd för sin tjänstgöring under förklädnad till man på La Recherche under Bruny d'Entrecasteaux' expedition i söderhavet.  
Marie-Louise Victoire Girardin föddes i Saint-Louis i Versailles i Frankrike som dotter till köpmannen Jean Girardin och Angélique Benoise Hanet. Hon gifte sig 1776 med kaféägaren Etienne Lesserteur, och blev en barnlös änka 1781, och återvände då till föräldrahemmet. Girardin rymde hemifrån då hon hamnade i konflikt med sina föräldrar och riskerade sociala sanktioner efter att ha fött ett utomäktenskapligt barn 1791. Till utseendet beskrivs hon som liten och alldaglig, och hon ska också ha sett åtskilliga år yngre ut än hon var. 
Hon reste till Brest, där hon presenterade sig med ett rekommendationsbrev hos systern till Jean-Michel Huon de Kermadec, Mme Le Fournier d'Yauville. Huon de Kermadec hjälpte henne att få en tjänst som skeppsgosse under namnet Louis Girardin på skeppet La Recherche, som skulle göra en expedition till söderhavet under Bruny d'Entrecasteaux för att undsätta Jean-François de La Pérouse. 
Som skeppsgosse hade Girardin rätt till egen hytt och undantogs från medicinsk kroppsundersökning. När expeditionen besökte Recherche Bay i Van Diemen's Land 23 april 1792 blev Girardin känd som den troligen första europeiska kvinna som besökte denna del av Australien: hon besökte på samma vis Nya Kaledonien, Västra Australien, Ambon, Tongatapu, Admiralty Islands och många andra platser. Uppenbarligen anade många på skeppet i själva verket att Girardin var kvinna: när aboriginerna förvånade sig över att det saknades kvinnor bland nykomlingarna, anmärkte officeren Jacques-Malo La Motte du Portail i ett brev att de skulle ha funnit en sådan om de hade undersökt skeppsgossen. Girardin vägrade dock medge sitt kön då rykten gick bland besättningen, och ska vid ett tillfälle ha utkämpat en duell med en medlem av besättningen. Hon ska dock ha haft ett förhållande med en fänrik Mérite. 
Vid avrättningen av Ludvig XVI upplöstes besättningen i Nederländska Ostindien på grund av politiska motsättningar. Mérite avled i Batavia i dysenteri, och Girardin avled i samma sjukdom på det holländska skepp där hon hade tagit tjänst på väg tillbaka till Europa. Hennes kön avslöjades då av skeppskirurgen. 
Hon skildras i La Motte du Portail journal.